# Хорватское национальное сопротивление
Хорва́тское национа́льное сопротивле́ние (хорв. Hrvatski narodni odpor), известна также под сокращениями ХНС и ХНО (хорв. HNO) или как Отпор (хорв. Otpor) — хорватская антикоммунистическая террористическая организация, которая была образована во время Холодной войны с целью развала Югославии и восстановления Хорватии в пределах марионеточного Независимого государства Хорватии. Югославским правительством организация расценивалась как террористическая, поскольку идеология ХНО предполагала восстановление Хорватии в духе стремлений вождя усташей Анте Павелича и идеологии Миле Будака. Значительную часть ХНО составляли деятели движения усташей, и именно под наименованием «усташей» они фигурировали в официальных документах.

## Структура
Хорватское национальное сопротивление было образовано в 1957 году беглецом Векославом «Максом» Лубуричем, бывшим генералом Хорватского домобранства и усташским управляющим концлагеря времен Второй мировой войны в Ясеноваце (Хорватия). В 1969 году югославские органы госбезопасности (УДБА) ликвидировали Лубурича, но обезглавленное движение не прекратило свою деятельность. «Отпор» существовал более 30 лет: его численность не превышала несколько тысяч человек, но в его составе были самые известные и ярые хорватские националисты. Ячейки движения находились на четырёх континентах: так, аргентинскую возглавлял Динко Шакич, живший в Аргентине в 1947—1956 и 1959—1998 годах.
Пока организацией руководил Лубурич, Сопротивление поддерживало связи с нацистскими объединениями ветеранов войны в Германии и Испании, а также было в близких отношениях с ветеранами испанской «Голубой дивизии». После смерти Лубурича его преемники на руководящем посту организации наладили преступные связи с «Коза Ностра», Временной ирландской республиканской армией и хорватской мафией в Сан-Педро (портовый район Лос-Анджелеса, США).

## Деятельность
Усташская эмиграция силами Хорватского национального сопротивления организовывала теракты по всему миру, выражая свой протест против существования Югославии как таковой. ХНО активно участвовал в рэкете, покушениях на убийство, вымогательствах, похищениях транспортных средств, бомбовом терроризме и других насильственных преступлениях. ХНО занимался преступной деятельностью и в США: его целями были югославские туристические агентства и дипломатические учреждения.
- В 1968 году несколько боевиков Хорватского национального сопротивления и Хорватского революционного братства устроили теракт в белградском кинотеатре.
- В 1971 году усташами Миро Барешичем и Анджелко Брайковичем был застрелен югославский посол в Швеции Владимир Ролович.
- В 1972 году засланная при поддержке Хорватского революционного братства группа террористов из Австралии попыталась разжечь антиюгославское восстание в Краине во время «хорватской весны», но бандитов арестовала УДБА и бросила в тюрьмы.
- В 1972 году в самолёте югославской национальной авиакомпании JAT была обнаружена бомба, которую установили усташи.
- В 1976 году организацию признали террористической в Германии по причине связей усташей с Звонко Бушичем, устроившим ещё с четырьмя сообщниками захват 10 сентября того же года американского пассажирского самолета компании TWA на линии Чикаго — Нью-Йорк[8].
- В 1982 году группу хорватских выходцев арестовали в Нью-Йорке по обвинению в сокрытии убийств, поджогов и вымогательств. Один из выходцев, Миле Маркич, был признан членом «Отпора»[9].

Связь ХНО с политической эмиграцией была так же сильна, как и с преступным подпольем: её функционирование представляло что-то среднее между этими двумя видами деятельности. Но её проводники попытались дистанцироваться от организации действий так называемых «отступников», которые занимались захватом самолётов или отбывали сроки заключения за вымогательство. ХНО придерживался радикальной националистической идеологии, которая лишь незначительно отличалась от идеологии усташей.
Главным принципом действия ХНО был следующий:

Мы считаем югославянство и Югославию как крупнейшее и единственное зло, которое привело к текущим бедствиям. Тем самым мы рассматриваем любую прямую или непрямую помощь Югославии как угрозу хорватскому народу. Наша цель ясна — уничтожить любую Югославию. При помощи русских или американцев, коммунистов или антикоммунистов — с любой помощью от того, кто этого хочет. Уничтожить диалектикой речи или динамита — но разрушить до основания, потому что именно это государство не имеет права на существование.

Организация издавала свой собственный журнал «Drina». В 1991 году организация прекратила своё существование, добившись своей долгожданной цели. Впрочем, тогда же разразился скандал — бывший член «Отпора» стал сотрудником Министерства обороны Хорватии и, пользуясь своими связями, стал перевозить оружие в Хорватию из США, что привело к выдворению из Чикаго четырёх этнических хорватов, состоявших в «Отпоре» и занимавшихся контрабандой оружия (в том числе и ПЗРК).